# Evan Evagora
Evan Evagora est un acteur australien. Il est surtout connu pour son rôle d'Elnor dans la série télévisée Star Trek : Picard (2020).

## Biographie

### Jeunesse
Evagora est né à Melbourne, le dernier des sept enfants nés de Marie et Xristos. Ses parents ont tous les deux émigré en Australie : sa mère, qui est d'origine maorie de Cook Island (en), de Nouvelle-Zélande quand elle avait 20 ans, et son père, de Chypre quand il avait trois ans.
Evagora a grandi à Melbourne où il est allé à la Kew High School (en),. Ses intérêts à l'école incluaient le sport, en particulier la boxe et le football australien. Il s'intéresse également au théâtre en écrivant une pièce de théâtre dans laquelle il incarne Rove McManus (en),.
Evagora semblait être destiné à une carrière sportive. Il a gagné un championnat fédéral de boxe,, et a joué pour le club de football de Fitzroy dans la Victorian Amateur Football Association et la Victorian Football League. Après l'école, il a passé un an à voyager à travers l'Europe avec des amis. Evagora est ensuite allé à l'école de cinéma de South Melbourne,.

### Carrière
Alors qu'il était à l'école de cinéma, Evagora a été repéré comme mannequin par une société qui représente des mannequins et des acteurs , et a ensuite déménagé à Sydney pour jouer, puis à Los Angeles.
Evagora a joué le rôle de Nick Taylor dans le film Nightmare Island qui est sorti en février 2020,.
Evagora a un rôle principal dans Star Trek : Picard en tant qu'Elnor, un expert du combat au corps à corps romulien,. Il est le premier Australien à être un membre régulier de la distribution d'une série télévisée Star Trek. Son rôle a rapidement reçu un surnom "Space Legolas" de la part des internautes, basé sur des similitudes avec le personnage des films Le Seigneur des Anneaux, y compris le style de nom,.
Dans une interview accordée à un magazine australien publiée en novembre 2019, Evagora a déclaré qu'il tournera dans la saison 2 de Star Trek : Picard en 2020, ainsi que participera au New York Comic Con.

## Filmographie

### Film
- 2020 : Nightmare Island : Nick Taylor

### Télévision
- 2019 : Secret City (en) : le mécène , épisode "Broken Bird"
- 2020 : Star Trek : Picard : Elnor
- 2020 : The Ready Room (en) : Lui-même (1 épisode)

### Jeux vidéo
- 2022 : The Quarry : Nicholas Furcillo (voix et modèle)